# Ливенцовы
Ливенцовы (также, Ливенцевы) — купеческая династия, жившая в Туле, которая помимо торговой деятельности занималась кредитованием и инвестированием.

## История
Артемий Петрович Ливенцов занимался торговлей и местным кредитованием в Туле и соседних городах. Его сыновья Иван (род. около 1697 года), Василий большой (род. около 1704 года) и Василий меньшой (род. около 1715 года), смогли увеличить состояние, нажитое отцом.
В 1762—1763 годах в приходе Крестовоздвиженской церкви было 11 дворов, которые принадлежали Ливенцовым.
В 1765 году Ливенцовым принадлежало как минимум 24 лавки в Туле и три харчевни. Также Ливенцовы занимались торговлей через Петербург и Ригу, а также Кяхту и Астрахань. В 1764 году оборотный капитал Ивана Ливенцова составил 40 тысяч рублей, Василия большого — 37 тысяч рублей. Годовой оборот Василия меньшого был 47 тысяч рублей.
В 1740 году Василий Большой был избран бургомистром, в 1745 году — выборным у соляной продажи, а в 1764 году — президентом в Тульском провинциальном магистрате. Его сын Иван в 1770 году был частным смотрителем, с 1778 по 1781 году — заместителем в губернском магистрате. С 1781 по 1792 год занимал должность городского головы.
В период с 1772 по 1775 годы Василий Ливенцов делал ежегодные поставки через Петербургский порт, товары оценивались в сумму от 1,2 до 20,7 тысяч рублей.
Василий Ливенцов меньшой женился на Анне Максимовне. В 1759 году он вошел в компанию к верхотурскому заводовладельцу Максиму Походяшину. Так в 1761 году началось строительство Николае-Павдинского завода.
Для того, чтобы запустить завод, предприниматель брал заем от казны. Завод начал работу 22 мая 1763 года. При строительстве завода отношения между компаньонами испортились. Максим Походяшин почти не интересовался строительством и выказывал недовольство теми работниками, которых Ливенцов отправлял на завод, но первые трудности были преодолены.
Когда завод только заработал, предприятие перерабатывало железную руду. Но на производстве не хватало воды, и в работе предприятия случались простои. В 1764 году на заводе изготовили 14 тысяч пудов чугуна, в 1772 году производство выросло до 33,8 тысяч пудов. В 1766 году у завода была домна, запасной молот, две медеплавильные печи. Завод был связан с более, чем 40 железными и медными рудниками. На заводе работали вольнонаемные люди, в начале 1770-х годов на нём работало около 130 человек.
Согласно условиям договора, в 1777 году Походяшин становился единоличным собственником завода, при этом он должен был вернуть Ливенцову 40 тысяч рублей векселями, с условием их погашения в течение трех лет. Ливенцов отказывался полностью оформить документы на своего компаньона Походяшина, который умер в 1781 году. Через 10 лет Ливенцов делил имущество уже с его наследниками. В 1797 году он получил 40 тысяч рублей и 150 пудов меди, и прекратил работу по этому заводу.
В 1884 году один из Ливенцовых купил дом, который сейчас находится на углу Советской, 60 и пр. Ленина, 12. В этом доме был магазин Левенцевых.
Дома братьев Ливенцовых находились рядом, в приходе Крестовоздвиженской церкви в Туле. Одно из зданий, также как и въездные ворота, сохранились до нашего времени. Улица, на которой находятся въездные ворота, называлась по фамилии предпринимателей Ливенцовской, но затем её переименовали в Ломовскую. Также были переименованы и ворота. К началу XX века усадьба Ливенцовых оказалась заброшенной. В 1913 году о воротах Ливенцовых было упомянуто в журнале «Старые годы».
У Василия Артемьевича Ливенцова меньшого был сын Иван. Его сын, Иван Иванович Ливенцов, был купцом 3-й гильдии и владел магазинами и лавками в Туле. Его женой была Александра Александровна Владимирова-Ветрова, у них были дети: Николай, Василий, Иван. В 1900 году, уже после смерти Ивана Ивановича, его жена и дети стали потомственными почётными гражданами.

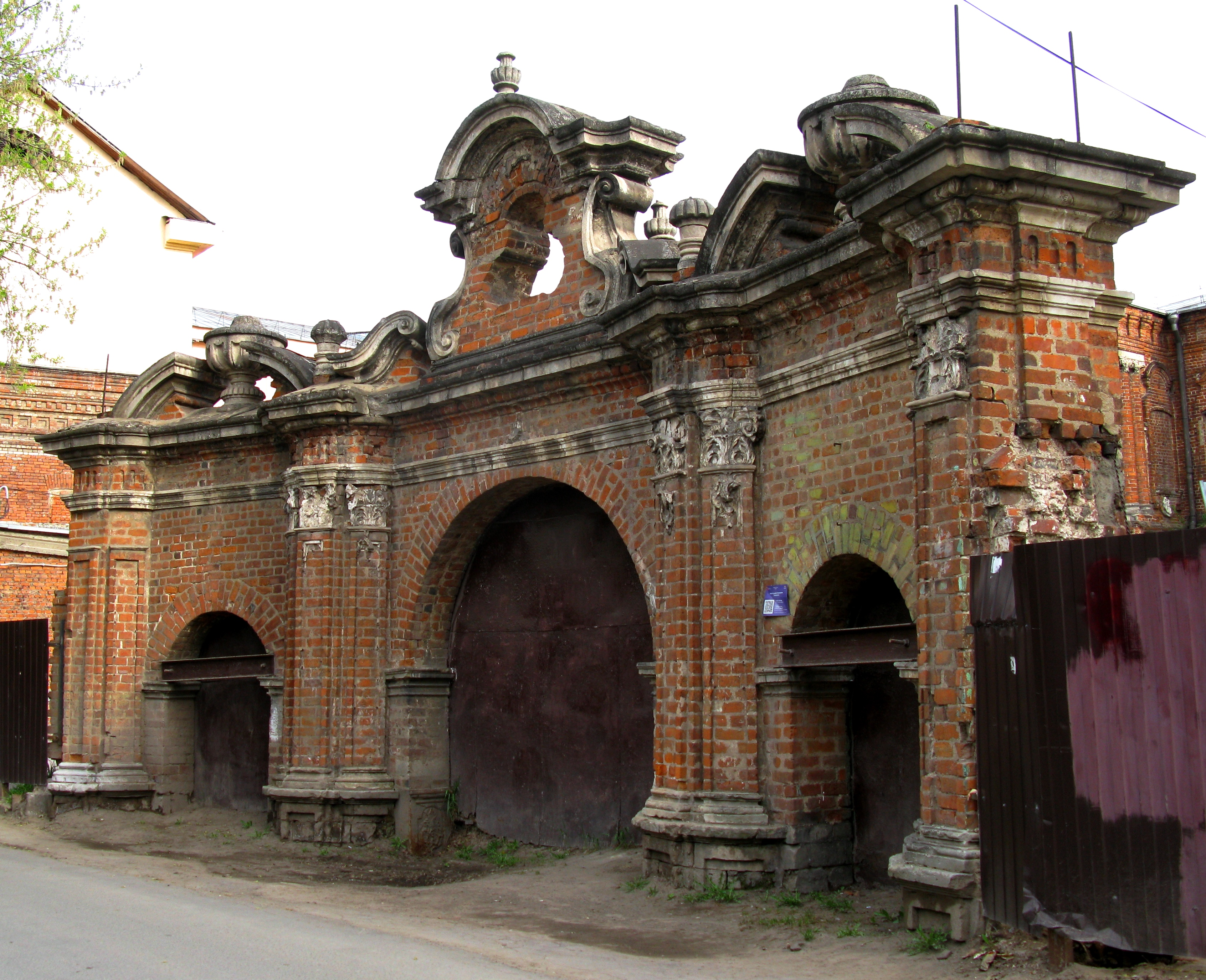
Ворота усадьбы Ливенцевых
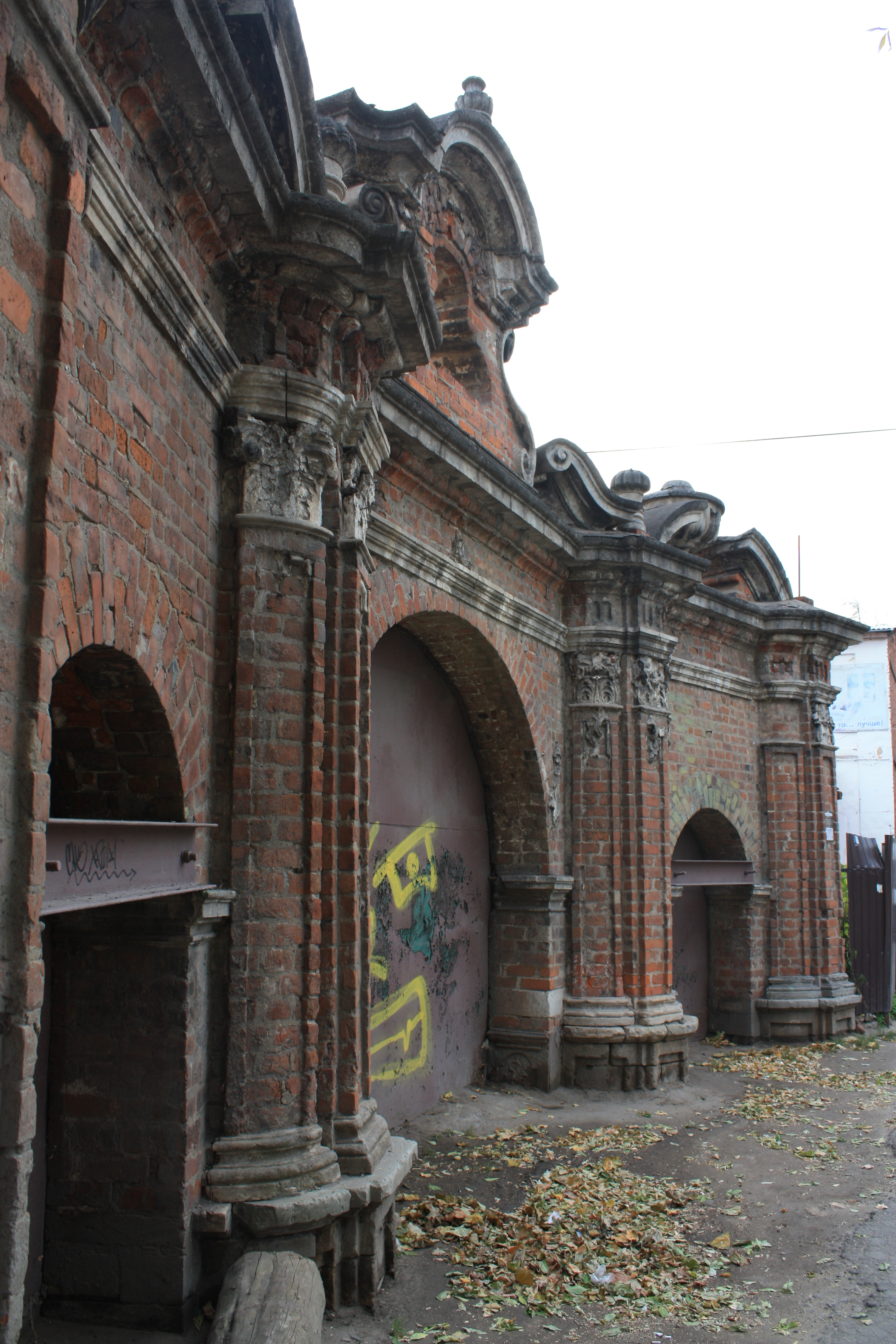
Вид сборку на ворота
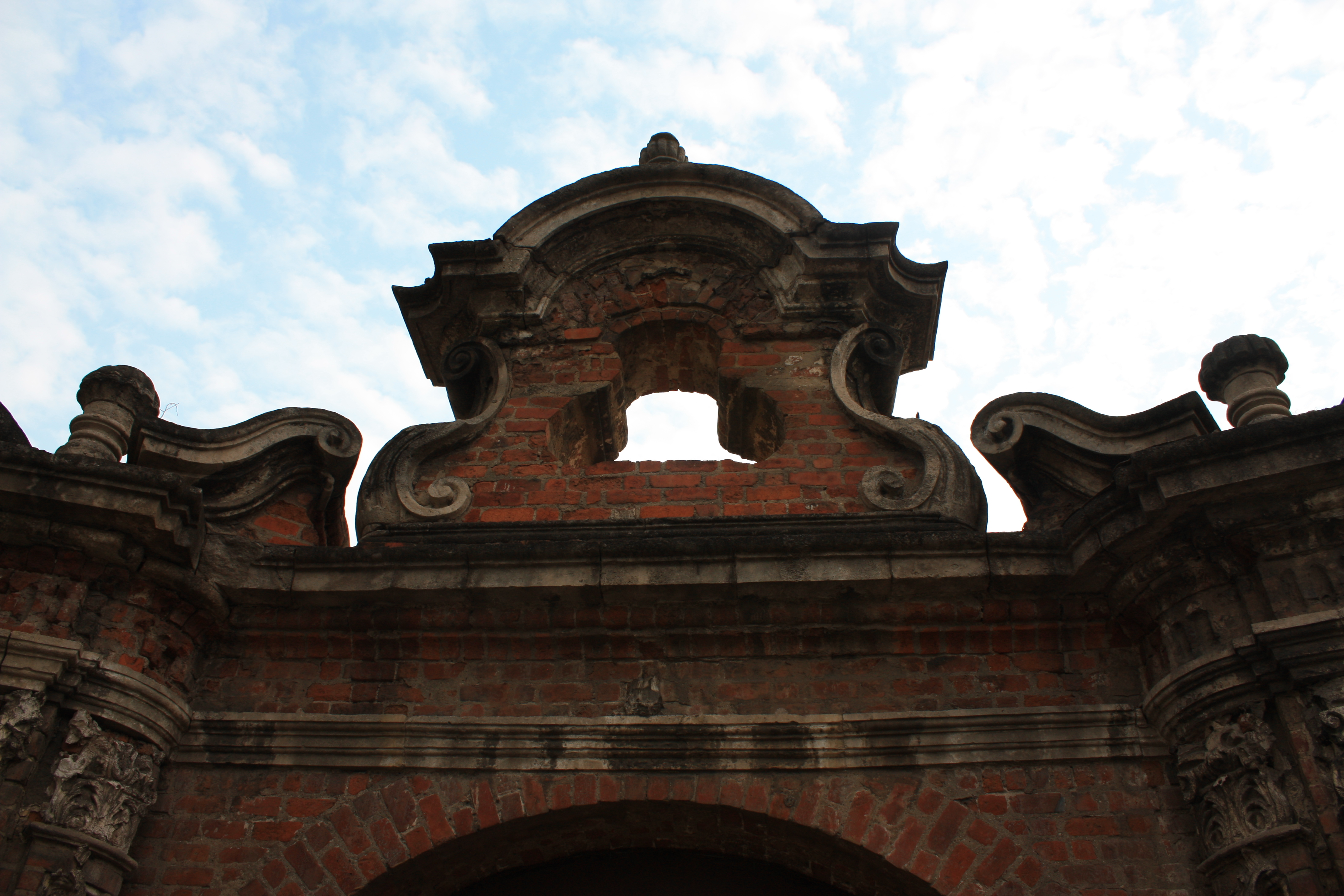
Элементы декора
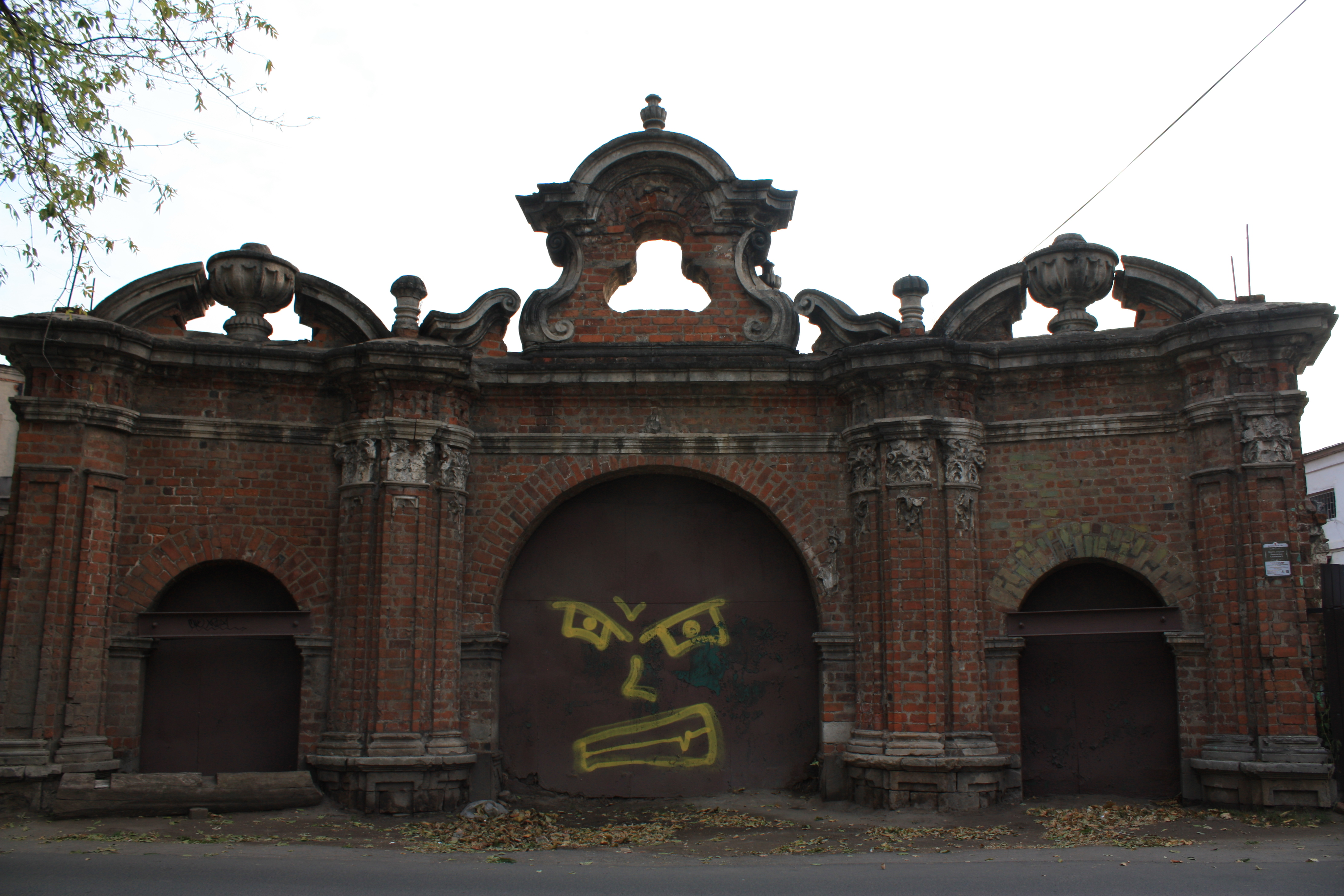
Ворота усадьбы
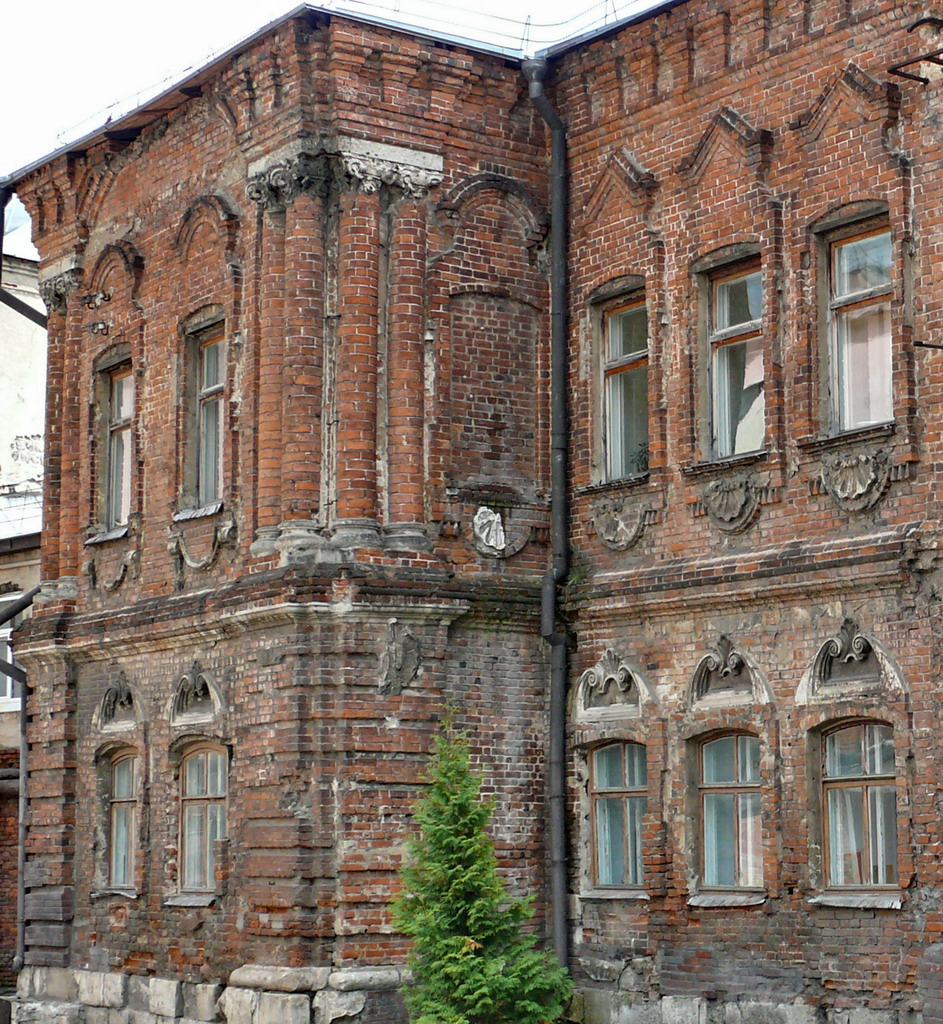
Тула, ул.Революции, 2. Усадьба Ливенцовых
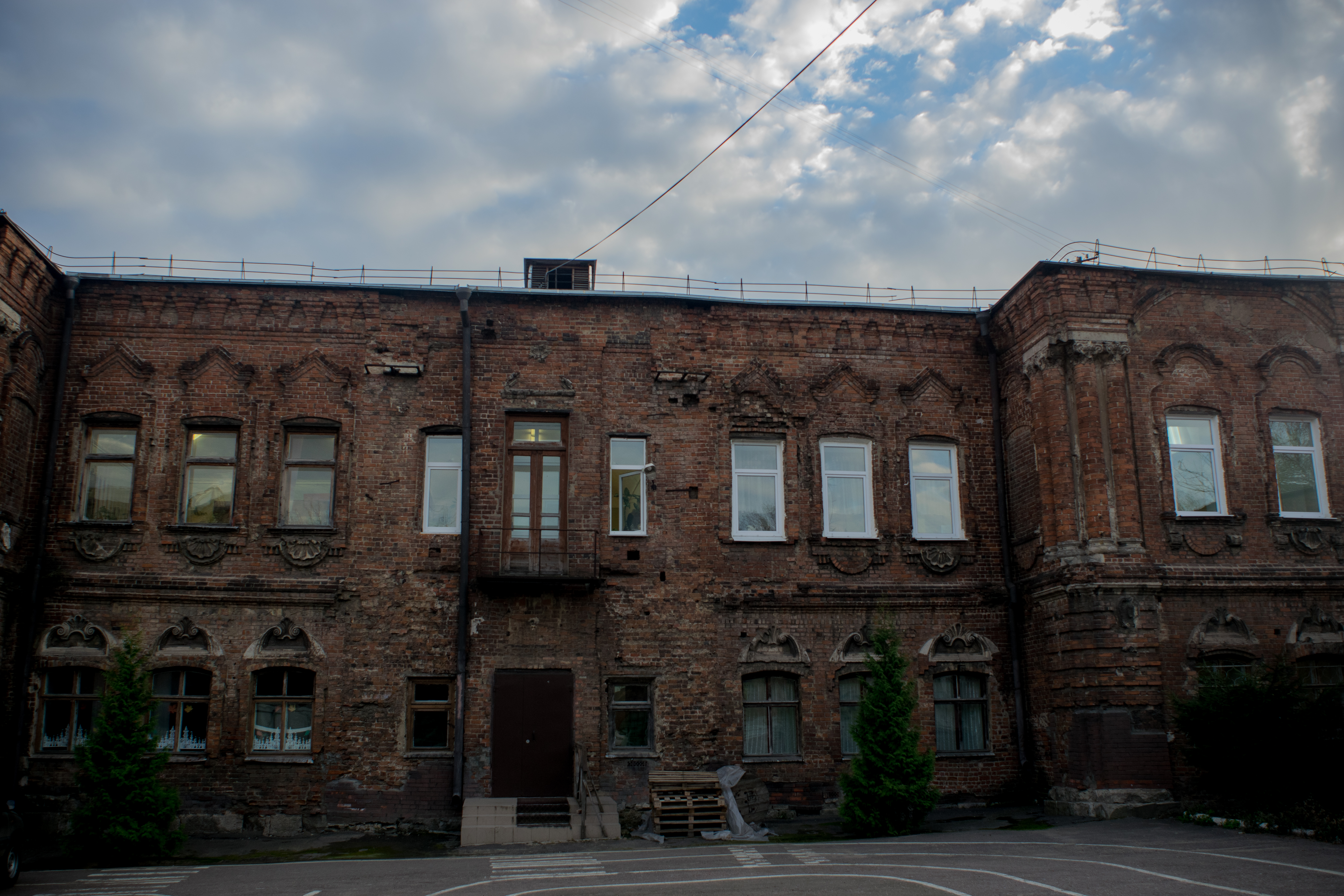
Усадьбе Ливенцовых необходима реставрация

Согласно завещанию своего отца, Александра Александровна Ливенцова ежегодно вносила 15 тысяч рублей на содержание бедных жителей Тулы. В 1905 году на улице Киевской она устроила лазарет для раненных во время русско-японской войны.
Сыновья Ивана Ивановича Ливенцова — Иван Ливенцов и Василий Ливенцов были крупными торговцами. Они основали Торговый дом «Бр. Ливенцевы», торговали колониальными, бакалейными и гастрономическими товарами. В их магазине можно было купить табак, русские и иностранные вина, чай, сахар, сигареты, ветчину вестфальскую, либавскую и тамбовскую. Под Тулой в селе Волохово у них было имение, в котором Н. И. Ливенцев владел конным и кирпичным заводами. У Александры Александровны Ливенцовой был пивомедоваренный завод. В 1912 году завод выпускал продукции свыше чем на 36 тысяч рублей в год. На предприятии работал 31 человек. Также у неё был конный завод.